# Stupinii Prejmerului
Stupinii Prejmerului – wieś w Rumunii, w okręgu Braszów, w gminie Prejmer. W 2011 roku liczyła 382 mieszkańców.